# Quartet de corda núm. 8 (Xostakóvitx)
El Quartet de corda núm. 8 en do menor, op. 110, va ser compost per Dmitri Xostakóvitx el juliol de 1960. Va ser estrenat pel Quartet Beethoven (Dmitri Tsiganov, Vassili Xirinski, Vadim Borissovski, Serguei Xirinski) el 2 d'octubre de 1960 a la Sala Glinka de Leningrad. El va dedicar a la memòria de les víctimes del feixisme i la guerra. També es coneix com el Quartet Dresden.

## Estructura
L'obra té cinc moviments amb una durada aproximada de 19 minuts:
1. Largo (attacca)
2. Allegro molto (attacca)
3. Allegretto (attacca)
4. Largo (attacca)
5. Largo

## Origen i context
Hi ha un període de tres mesos entre la creació dels Quartets núm. 7 i 8. El darrer va ser elaborat de manera quasi immediata durant l'estiu de 1960 a Dresden, com una activitat de lleure. Xostakóvitx havia viatjat a aquesta ciutat de la República Democràtica Alemanya per col·laborar amb el director de la pel·lícula Cinc dies, cinc nits en la creació de la banda sonora. Durant les pauses que li deixava aquest "projecte" (una obra de poca importància per a un film que es va estrenar l'any següent i del qual només en queda una petita part), en un breu període de tres dies, del 12 al 14 de juliol, va concebre una de les seves obres més significatives d'aquesta etapa, el Quartet núm. 8.
Xostakóvitx va escriure en el primer full de la partitura «Dedicat a la memòria de les víctimes del feixisme i de la guerra». Malgrat tot, la seva filla Galina ha comentat en nombroses ocasions que quan el seu pare va finalitzar aquest quartet, va dir: «M'ho dedico a mi mateix». Aquesta afirmació, tenint en compte el programa temàtic que el fonamenta, resulta completament comprensible. L'obra es presenta com una mirada al passat, un resum dels anys dolorosos i complicats que va viure, desenvolupat amb una determinació impressionant, una força expressiva extraordinària i una confiança que feia temps que no apareixia en les seves composicions.

## Anàlisi musical
L’obra, estructurada en cinc moviments, es desplega sense interrupció, formant un arc cohesionat. El primer, Largo, suau i planyívol, introdueix un monograma temàtic que esdevindrà el fil conductor de tota la peça. Aquest motiu, format per les notes Re-Mi bemoll-Do-Si (corresponents a les inicials D. Sch.), apareix també en el Concert per a violí núm. 1 i en la Primera Simfonia. Es tracta del Motiu DSCH. Aquí, el motiu es transforma a mesura que passa de veu en veu, fins a recordar la introducció de la seva òpera prima simfònica.
El segon moviment, Allegro molto, ferotge i accentuat fortament, adopta la forma d’un scherzo vibrant, en què destaca un passatge d’arpa d’enorme rellevància dins del cicle. Aquesta secció comparteix un impuls similar al tercer moviment de la Vuitena Simfonia i inclou al·lusions al Finale del Trio núm. 2.
El tercer temps, un altre scherzo, adopta la forma d’un vals melancòlic d’influència oriental, on la cromaticitat domina l’atmosfera musical. Aquí, Xostakóvitx hi insereix, fins a dues vegades, una cita del tema inicial del Concert per a violoncel núm. 1. Als últims compassos del moviment, la corda de sol del primer violí, executada sense vibrato i amb un timbre sec, es converteix en el ressò inquietant d’un avió bombarder que s'acosta.
En el quart moviment, el brunzit inquietant es veu sobtadament trencat per trets secs i contundents. Després,  ressona un breu fragment del Dies Irae, d’una gran càrrega expressiva, inspirat en el cant revolucionari Torturat fins a la mort a la presó. És una dedicatòria personal per a les víctimes del feixisme. Una al·lusió fugaç a la Desena Simfonia dona pas al moment més commovedor de l’obra, quan el violoncel evoca una ària de la seva òpera Lady Macbeth, creant un contrast tràgic i profundament commovedor.
Finalment, el Largo conclusiu adopta la forma d’una gran fuga, construïda sobre el monograma inicial i que acaba per tancar el cercle amb el primer moviment. La seva arquitectura cíclica, de gran solidesa estructural, no deixa lloc a cap escletxa ni concessió. Aquí, Xostakóvitx es mostra en la seva expressió més pura, contundent i inconfusible. Així i tot, el seu trajecte creatiu encara està lluny d’arribar al seu final.

## Arranjaments
- Per a quatre mans d'Anatoli Dmitriev.
- Per a quartet de saxos de Clemens Arndt.
- Per a octet de vent (0,2,2,2 - 2,0,0,0) de Dmitri Smirnov.
- Per a quintet de vent de Mark A. Popkin.
- Per a orquestra de corda de Rudolf Barxai (op. 110a), de Saulius Sondeckis, Lazar Gozman, Mats Liljefors, Rudolf Baumgartner, Yuri Tsiryuk, Iordan Dafov i Lucas Drew.
- Per a orquestra de corda amb timbals d'Abram Stasevich.[1]